# Kuzeyboru Gençlik ve Spor Kulübü 2020-2021
Questa voce raccoglie le informazioni riguardanti il Kuzeyboru Gençlik ve Spor Kulübü nelle competizioni ufficiali della stagione 2020-2021.

## Organigramma societario
Area direttiva
- Presidente: Bülent Karaman

Area tecnica
- Allenatore: Tuncay Öcal (fino a dicembre), Mustafa Doğancı (da dicembre)
- Allenatore in seconda: Emre Karagöz
- Assistente allenatore: Ömer Görgülü
- Scoutman: Selim Kaynak

## Rosa
| N° | Nome                | Ruolo | Data di nascita  | Nazionalità sportiva |
| -- | ------------------- | ----- | ---------------- | -------------------- |
| 1  | Dilek Kınık         | L     | 14 gennaio 1995  | Turchia              |
| 2  | Sinem Yıldız        | C     | 12 aprile 1986   | Turchia              |
| 4  | Victoria Gorrell    | O     | 11 marzo 1997    | Canada               |
| 5  | Matea Ikić          | S     | 25 maggio 1989   | Croazia              |
| 7  | Arelya Karasoy      | P     | 14 dicembre 1996 | Turchia              |
| 9  | Dilara Yeşil        | L     | 6 novembre 1997  | Turchia              |
| 10 | Hümay Topaloğlu     | S     | 3 agosto 1996    | Turchia              |
| 11 | Annie Mitchem       | S     | 22 aprile 1994   | Stati Uniti          |
| 13 | Sabriye Gönülkırmaz | C     | 17 maggio 1994   | Turchia              |
| 14 | Gizem Öcal          | S     | 3 settembre 1992 | Turchia              |
| 15 | Merve Çepni         | C     | 19 agosto 1996   | Turchia              |
| 16 | Ceren Domaç         | C     | 16 luglio 1999   | Turchia              |
| 17 | Dajana Bošković     | O     | 15 luglio 1994   | Bosnia ed Erzegovina |
| 18 | Arzum Tezcan        | P     | 4 gennaio 2000   | Turchia              |

## Statistiche

### Statistiche di squadra
| Competizione     | Punti | In casa | In casa | In casa | In trasferta | In trasferta | In trasferta | Totale | Totale | Totale |
| Competizione     | Punti | G       | V       | P       | G            | V            | P            | G      | V      | P      |
| ---------------- | ----- | ------- | ------- | ------- | ------------ | ------------ | ------------ | ------ | ------ | ------ |
| Sultanlar Ligi   | 34    | 15      | 6       | 9       | 15           | 5            | 10           | 30     | 11     | 19     |
| Coppa di Turchia | 5     | 0       | 0       | 0       | 1            | 0            | 1            | 4      | 2      | 2      |
| Totale           | -     | 15      | 6       | 9       | 16           | 5            | 11           | 34     | 13     | 21     |

G = partite giocate; V = partite vinte; P = partite perse

### Statistiche dei giocatori
| Giocatore      | Campionato | Campionato | Campionato | Campionato | Campionato | Coppa di Turchia | Coppa di Turchia | Coppa di Turchia | Coppa di Turchia | Coppa di Turchia | Totale | Totale | Totale | Totale | Totale |
| Giocatore      | P          | PT         | AV         | MV         | BV         | P                | PT               | AV               | MV               | BV               | P      | PT     | AV     | MV     | BV     |
| -------------- | ---------- | ---------- | ---------- | ---------- | ---------- | ---------------- | ---------------- | ---------------- | ---------------- | ---------------- | ------ | ------ | ------ | ------ | ------ |
| D. Bošković    | 27         | 398        | 351        | 31         | 17         | 4                | 54               | 48               | 4                | 2                | 31     | 452    | 399    | 35     | 19     |
| M. Çepni       | 11         | 16         | 7          | 6          | 3          | 1                | 0                | 0                | 0                | 0                | 12     | 16     | 7      | 6      | 3      |
| C. Domaç       | 27         | 136        | 62         | 46         | 28         | 4                | 18               | 9                | 2                | 7                | 31     | 154    | 71     | 48     | 35     |
| S. Gönülkırmaz | 27         | 179        | 121        | 38         | 21         | 4                | 30               | 16               | 8                | 6                | 31     | 209    | 137    | 46     | 27     |
| V. Gorrell     | 28         | 76         | 59         | 14         | 3          | 4                | 10               | 10               | 0                | 0                | 32     | 86     | 69     | 14     | 3      |
| M. Ikić        | 28         | 266        | 223        | 34         | 9          | 4                | 47               | 38               | 5                | 4                | 32     | 313    | 261    | 39     | 13     |
| A. Karasoy     | 28         | 56         | 16         | 22         | 18         | 4                | 13               | 4                | 4                | 5                | 32     | 69     | 20     | 26     | 23     |
| D. Kınık       | 28         | 0          | 0          | 0          | 0          | 4                | 0                | 0                | 0                | 0                | 32     | 0      | 0      | 0      | 0      |
| A. Mitchem     | 29         | 467        | 412        | 40         | 16         | 4                | 45               | 41               | 3                | 1                | 33     | 512    | 453    | 43     | 17     |
| G. Öcal        | 3          | 10         | 8          | 1          | 1          | 2                | 1                | 1                | 0                | 0                | 5      | 11     | 9      | 1      | 1      |
| A. Tezcan      | 27         | 13         | 2          | 2          | 9          | 4                | 2                | 0                | 0                | 2                | 31     | 15     | 2      | 2      | 11     |
| H. Topaloğlu   | 27         | 68         | 47         | 7          | 7          | 4                | 0                | 0                | 0                | 0                | 31     | 68     | 47     | 7      | 7      |
| D. Yeşil       | 8          | 0          | 0          | 0          | 0          | 2                | 0                | 0                | 0                | 0                | 10     | 0      | 0      | 0      | 0      |
| S. Yıldız      | 6          | 5          | 4          | 1          | 0          | 1                | 1                | 0                | 1                | 0                | 7      | 6      | 4      | 2      | 0      |

P = presenze; PT = punti totali; AV = attacchi vincenti; MV = muri vincenti; BV = battute vincenti